# 平行八度
在两个独立的声部中，两个声部突然连续两次或两次以上构成纯八度，则被称作平行八度，又称连续八度。和平行五度一样，在共晓时期平行八度是被禁止使用的。即使是反向的连续八度也被禁止使用。
值得注意的是，八度加强与平行八度看似类似，但确实两个不同的概念。八度加强是常见的配器手法，是指同一条声部线整体同时在两个不同的音区演奏，行成增厚的单一声部效果。平行八度则是两个本来独立的声部突然出现连续两次纯八度，这会导致两个声部的织体瞬时坍缩到单一声部的织体，从而产生声部消失感。

## 结束终止中的反行八度和平行八度
为了在结束的进行中形成完满的收束，不完全的D₇经常在两端的声部中以反行的、甚至是平行八度解决到主和弦。
创作实践中的这种八度进行在教学中某种程度上也是允许的。